# Нсенгиюмва, Винсент
Винсент Нсенгиюмва (руанда Vincent Nsengiyumva, 10 февраля 1936 года, Руанда-Урунди — 8 июня 1994 года, Кигали, Руанда) — католический прелат, епископ Ньюндо с 17 декабря 1973 года по 10 апреля 1976 год, первый архиепископ Кигали с 10 апреля 1976 года по 8 июня 1994 год.

## Биография
18 июня 1966 года Винсент Нсенгиюмва был рукоположён в священника.
17 декабря 1973 года Римский папа Павел VI назначил Винсента Нсенгьюмву епископом Ньюндо. 2 июня 1974 года состоялось рукоположение Винсента Нсенгиюмвы в епископа, которое совершил архиепископ Дар-эс-Салама кардинал Лауреан Рунамбва в сослужении с апостольским викарием Ньюндо Алоизом Бигирумвами и архиепископом Кабгайи Андре Перроденом.
10 апреля 1976 года Римский папа Павел VI учредил архиепархию Гитеги и назначил Винсента Нсенгиюмву её первым архиепископом.
Участвовал в политической деятельности. Занимал пост председателя Центрального комитета правящей партии в течение 14 лет. В 1990 году Святой Престол запретил ему заниматься политикой. Был в дружеских отношениях с президентом Руанды Жювеналем Хабириманой и был духовником его жены Агаты. Принадлежал к хуту и обвинил тутси в провоцировании руандийского геноцида. Передал список священников, принадлежащих к тутси, военизированной группировке Интерахамве, которая их казнила.
Был убит повстанцами тутси 8 июня 1994 года в городе Кигали вместе с двумя другими епископами и десятью священниками.